# Thomas Elder
Pour les articles homonymes, voir Elder.
Thomas Elder, né le 5 août 1818 à Kirkcaldy (Écosse) et mort le 6 mars 1897 à Adélaïde, est un pasteur, botaniste et financier écossais.

## Biographie
Émigré à Adélaïde dès 1857, il est membre de diverses expéditions d'exploration. En 1863, il fonde la firme Elder, Smith & Co et finance des voyages dans l'intérieur de l'Australie (Peter Warburton, 1873 ; Ernest Giles, 1875). Il est à l'origine, en 1866, de l'exportation en Australie de chameaux ainsi que de 120 chevaux importés de Karachi. Il installe la station de Beltana (en) dans le sud de l'Australie et utilise les animaux pour établir la ligne télégraphique Adélaïde-Darwin en 1872 .
À sa mort en 1897, il lègue une partie de sa fortune à l'université d'Adélaïde ainsi qu'à la fondation du jardin zoologique de la ville.
Le Conservatoire d'Adélaïde porte son nom (Elder Conservatorium of Music (en)).
Jules Verne le mentionne dans son roman Mistress Branican (partie 2, chapitre IV).
Le Strophurus elderi a été nommé en son honneur.